# 2012-es Race of Champions
2012-ben 25. alkalommal rendezték meg a Race of Champions-t december 14-16. között, a Rajamangala Stadionban Bangkokban, Thaiföldön.

## Résztvevők
| Ország             | Versenyzők                   | 2012-es széria    |
| ------------------ | ---------------------------- | ----------------- |
| All-Stars          | Tom Kristensen               | WEC               |
| All-Stars          | Jorge Lorenzo                | MotoGP            |
| Ausztrália         | Mick Doohan                  | nincs             |
| Ausztrália         | Jamie Whincup                | V8 Supercars      |
| Franciaország      | Romain Grosjean              | Formula–1         |
| Franciaország      | Sébastien Ogier              | WRC               |
| Németország        | Michael Schumacher           | Formula–1         |
| Németország        | Sebastian Vettel             | Formula–1         |
| Egyesült Királyság | David Coulthard              | DTM               |
| Egyesült Királyság | Andy Priaulx                 | DTM               |
| Észak-Amerika      | Benito Guerra                | PWRC              |
| Észak-Amerika      | Ryan Hunter-Reay             | IndyCar Series    |
| India              | Narain Karthikeyan           | Formula–1         |
| India              | Karun Chandhok               | WEC               |
| Thaiföld           | Nattavude Charoensukawattana | SuperCar Thaiföld |
| Thaiföld           | Tin Sritrai                  | SuperCar Thaiföld |

### RoC Ázsia
| Ország   | Versenyzők                   | 2012-es széria          |
| -------- | ---------------------------- | ----------------------- |
| Kína     | Han Han                      | Kínai rali és CTCC      |
| Kína     | Ho-Pin Tung                  | PCC Ázsia               |
| India    | Narain Karthikeyan           | Formula–1               |
| India    | Karun Chandhok               | WEC                     |
| Japán    | Kazuya Oshima                | Formula Nippon/Super GT |
| Japán    | Takuto Iguchi                | Super GT                |
| Thaiföld | Nattavude Charoensukawattana | SuperCar Thaiföld       |
| Thaiföld | Tin Sritrai                  | SuperCar Thaiföld       |

### RoC Thaiföld
| Ország   | Versenyzők                   | 2012-es széria    |
| -------- | ---------------------------- | ----------------- |
| Thaiföld | Sak Nana                     |                   |
| Thaiföld | Tin Sritrai                  | SuperCar Thaiföld |
| Thaiföld | Nattavude Charoensukawattana | SuperCar Thaiföld |
| Thaiföld | Nattapon Horthongkum         | SuperCar Thaiföld |

## Autók
- Audi R8 LMS
- Volkswagen Scirocco
- Lamborghini Gallardo Super Trofeo
- Toyota GT86
- ROC Car
- KTM X-Bow
- Euro Racecar

## RoC Thaiföld
| Helyezés | Versenyző          | Győzelmek | Leggyorsabb kör |
| -------- | ------------------ | --------- | --------------- |
| 1        | Charoensukawattana | 3         | 1:21.0870       |
| 2        | Sritrai            | 2         | 1:21.0870       |
| 3        | Horthongkum        | 1         | 1:22.8770       |
| 4        | Nana               | 0         | 1:24.8389       |

## RoC Ázsia
| Helyezés | Ország   | Győzelmek | Versenyzők         | Leggyorsabb kör |
| -------- | -------- | --------- | ------------------ | --------------- |
| 1        | India    | 4         | Karthikeyan        | 1:19.4607       |
| 1        | India    | 4         | Chandhok           | 1:19.3917       |
| 2        | Japán    | 3         | Oshima             | 1:18.4714       |
| 2        | Japán    | 3         | Iguchi             | 1:19.8524       |
| 3        | Thaiföld | 3         | Charoensukawattana | 1:21.1087       |
| 3        | Thaiföld | 3         | Sritrai            | 1:18.2100       |
| 4        | Kína     | 2         | Han                | 1:19.4490       |
| 4        | Kína     | 2         | Tung               | 1:20.3364       |

## RoC Nemzetek kupája

### A csoport
| Helyezés | Csapat             | Verseny | Gy | V | Legjobb idő |
| -------- | ------------------ | ------- | -- | - | ----------- |
| 1        | Franciaország      | 6       | 4  | 2 | 2:32.7519   |
| 2        | All-Stars          | 6       | 3  | 3 | 2:38.2177   |
| 3        | Egyesült Királyság | 6       | 3  | 3 | 2:32.8544   |
| 4        | Észak-Amerika      | 6       | 2  | 4 | 2:41.4805   |

| Csapat 1                   | Állás | Csapat 2                  |
| -------------------------- | ----- | ------------------------- |
| Franciaország              | 1-1   | Egyesült Királyság        |
| Romain Grosjean 1:23.6650  | 1-1   | David Coultard 1:23.6169  |
| Sébastien Ogier 1:16.2402  | 1-1   | Andy Priaulx 1:17.0557    |
| Észak Amerika              | 1-1   | All Stars                 |
| Ryan Hunter-Reay 1:24.5635 | 1-1   | Tom Kristensen 1:23.0759  |
| Benito Guerra 1:22.3469    | 1-1   | Jorge Lorenzo -           |
| All Stars                  | 0-2   | Franciaország             |
| Tom Kristensen 1:21.7225   | 0-2   | Romain Grosjean 1:16.6132 |
| Jorge Lorenzo 1:26.7994    | 0-2   | Sébastien Ogier 1:24.5176 |

| Csapat 1                   | Állás | Csapat 2                   |
| -------------------------- | ----- | -------------------------- |
| Egyesült Királyság         | 1-1   | Észak Amerika              |
| David Coultard 1:24.6140   | 1-1   | Ryan Hunter-Reay 1:19.1336 |
| Andy Priaulx 1:24.4475     | 1-1   | Benito Guerra 1:29.0601    |
| Egyesült Királyság         | 0-2   | All Stars                  |
| David Coultard 1:15.7987   | 0-2   | Tom Kristensen 1:14.7081   |
| Andy Priaulx 1:28.1226     | 0-2   | Jorge Lorenzo 1:23.3108    |
| Észak Amerika              | 1-1   | Franciaország              |
| Ryan Hunter-Reay 1:23.5096 | 1-1   | Romain Grosjean 1:16.5117  |
| Benito Guerra 1:22.7852    | 1-1   | Sébastien Ogier 1:23.6944  |

### B csoport
| Helyezés | Csapat      | Verseny | Gy | V | Legjobb idő |
| -------- | ----------- | ------- | -- | - | ----------- |
| 1        | Németország | 6       | 6  | 0 | 2:32.2715   |
| 2        | Ausztrália  | 6       | 3  | 3 | 2:40.3110   |
| 3        | India       | 6       | 2  | 4 | 2:41.4863   |
| 4        | Thaiföld    | 6       | 1  | 5 | 2:43.1230   |

| Csapat 1                     | Állás | Csapat 2                               |
| ---------------------------- | ----- | -------------------------------------- |
| Németország                  | 2-0   | Thaiföld                               |
| Michael Schumacher 1:15.6141 | 2-0   | Nattavude Charoensukawattana 1:23.9635 |
| Sebastian Vettel 1:19.8275   | 2-0   | Tin Sritrai 1:29.4221                  |
| Ausztrália                   | 2-0   | India                                  |
| Jamie Whincup 1:19.3849      | 2-0   | Narain Karthikeyan 1:23.1692           |
| Mick Doohan 1:20.9261        | 2-0   | Karun Chandhok 1:21.2589               |
| India                        | 0-2   | Németország                            |
| Narain Karthikeyan 1:25.8278 | 0-2   | Michael Schumacher 1:19.1891           |
| Karun Chandhok 1:18.3171     | 0-2   | Sebastian Vettel 1:16.6574             |

| Csapat 1                               | Állás | Csapat 2                     |
| -------------------------------------- | ----- | ---------------------------- |
| Thaiföld                               | 1-1   | Ausztrália                   |
| Nattavude Charoensukawattana 1:27.5612 | 1-1   | Jamie Whincup 1:22.0806      |
| Tin Sritrai 1:19.1595                  | 1-1   | Mick Doohan 1:20.1776        |
| Thaiföld                               | 0-2   | India                        |
| Nattavude Charoensukawattana 1:27.7724 | 0-2   | Narain Karthikeyan 1:23.4550 |
| Tin Sritrai 1:21.2564                  | 0-2   | Karun Chandhok 1:19.6611     |
| Ausztrália                             | 0-2   | Németország                  |
| Jamie Whincup 1:20.9684                | 0-2   | Michael Schumacher 1:18.3839 |
| Mick Doohan -                          | 0-2   | Sebastian Vettel 1:19.1646   |

### Kieséses szakasz
|  | Elődöntő | Elődöntő      | Elődöntő |             |    | Döntő         | Döntő | Döntő |  |
|  |          |               |          |             |    |               |       |       |  |
|  | A1       | Franciaország | 2        |             |    |               |       |       |  |
|  | A1       | Franciaország | 2        |             |    |               |       |       |  |
|  | A2       | All Stars     | 0        |             |    |               |       |       |  |
|  | A2       | All Stars     | 0        |             | A1 | Franciaország | 0     |       |  |
|  |          |               |          |             | A1 | Franciaország | 0     |       |  |
|  |          |               | B1       | Németország | 2  |               |       |       |  |
|  | B1       | Németország   | B1       | Németország | 2  | 2             |       |       |  |
|  | B1       | Németország   |          |             |    |               |       |       |  |
|  | B2       | Ausztrália    | 0        |             |    |               |       |       |  |

## Bajnokok tornája
| Helyezés | Versenyző       | Verseny | Gy | V | Legjobb idő |
| -------- | --------------- | ------- | -- | - | ----------- |
| 1        | Sébastien Ogier | 3       | 3  | 0 | 1:17.6136   |
| 2        | David Coulthard | 3       | 2  | 1 | 1:16.1106   |
| 3        | Jamie Whincup   | 3       | 1  | 2 | 1:17.6635   |
| 4        | Benito Guerra   | 3       | 0  | 3 | 1:16.8181   |

| Versenyző 1     | Idő 1     |  | Versenyző 2     | Idő 2     |
| --------------- | --------- |  | --------------- | --------- |
| Sébastien Ogier | 1:17.6136 |  | Benito Guerra   | 1:18.4051 |
| Jamie Whincup   | 1:17.6635 |  | David Coulthard | 1:16.8300 |
| David Coulthard | 1:23.4184 |  | Sébastien Ogier | 1:21.9990 |
| Benito Guerra   | 1:30.3107 |  | Jamie Whincup   | 1:22.6688 |
| David Coulthard | 1:16.1106 |  | Benito Guerra   | 1:16.8181 |
| Sébastien Ogier | 1:17.9073 |  | Jamie Whincup   | 1:20.7565 |

| Helyezés | Versenyző             | Verseny | Gy | V | Legjobb idő |
| -------- | --------------------- | ------- | -- | - | ----------- |
| 1        | Ho-Pin Tung           | 3       | 2  | 1 | 1:16.1518   |
| 2        | Tom Kristensen        | 3       | 2  | 1 | 1:16.2422   |
| 3        | N. Charoensukawattana | 3       | 1  | 2 | 1:16.7000   |
| 4        | Andy Priaulx          | 3       | 1  | 2 | 1:17.1192   |

| Versenyző 1           | Idő 1     |  | Versenyző 2           | Idő 2     |
| --------------------- | --------- |  | --------------------- | --------- |
| Tom Kristensen        | 1:22.5816 |  | N. Charoensukawattana | 1:23.0965 |
| Andy Priaulx          | 1:22.9224 |  | Ho-Pin Tung           | 1:24.7555 |
| Ho-Pin Tung           | 1:16.1518 |  | Tom Kristensen        | 1:16.2422 |
| N. Charoensukawattana | 1:16.7000 |  | Andy Priaulx          | 1:17.1192 |
| Ho-Pin Tung           | 1:17.9684 |  | N. Charoensukawattana | 1:24.6836 |
| Tom Kristensen        | 1:17.3359 |  | Andy Priaulx          | -         |

| Helyezés | Versenyző        | Verseny | Gy | V | Legjobb idő |
| -------- | ---------------- | ------- | -- | - | ----------- |
| 1        | Sebastian Vettel | 3       | 3  | 0 | 1:15.4949   |
| 2        | Mick Doohan      | 3       | 2  | 1 | 1:18.1864   |
| 3        | Tin Sritrai      | 3       | 1  | 2 | 1:18.0430   |
| 4        | Jorge Lorenzo    | 3       | 0  | 3 | 1:19.0598   |

| Versenyző 1      | Idő 1     |  | Versenyző 2      | Idő 2     |
| ---------------- | --------- |  | ---------------- | --------- |
| Sebastian Vettel | 1:21.3306 |  | Tin Sritrai      | 1:22.3280 |
| Jorge Lorenzo    | 1:22.7320 |  | Mick Doohan      | 1:22.2028 |
| Mick Doohan      | 1:19.1871 |  | Sebastian Vettel | 1:16.4088 |
| Tin Sritrai      | 1:18.0430 |  | Jorge Lorenzo    | 1:20.4889 |
| Tin Sritrai      | 1:23.1294 |  | Mick Doohan      | 1:18.1864 |
| Sebastian Vettel | 1:15.4949 |  | Jorge Lorenzo    | 1:19.0598 |

| Helyezés | Versenyző          | Verseny | Gy | V | Legjobb idő |
| -------- | ------------------ | ------- | -- | - | ----------- |
| 1        | Michael Schumacher | 3       | 3  | 0 | 1:15.5993   |
| 2        | Romain Grosjean    | 3       | 2  | 1 | 1:15.7666   |
| 3        | Ryan Hunter-Reay   | 3       | 1  | 2 | 1:17.0206   |
| 4        | Kazuya Oshima      | 3       | 0  | 3 | 1:21.7940   |

| Versenyző 1        | Idő 1     |  | Versenyző 2        | Idő 2     |
| ------------------ | --------- |  | ------------------ | --------- |
| Michael Schumacher | 1:15.5993 |  | Romain Grosjean    | 1:15.7666 |
| Ryan Hunter-Reay   | 1:17.0206 |  | Kazuya Oshima      | 1:22.5314 |
| Kazuya Oshima      | 1:21.7940 |  | Michael Schumacher | 1:19.7627 |
| Romain Grosjean    | 1:19.3890 |  | Ryan Hunter-Reay   | 1:26.2154 |
| Kazuya Oshima      | 1:24.7413 |  | Romain Grosjean    | 1:20.9656 |
| Michael Schumacher | 1:17.8680 |  | Ryan Hunter-Reay   | 1:25.2427 |

### Kieséses szakasz
|  | Negyeddöntők | Negyeddöntők       | Negyeddöntők |                    |     | Elődöntők       | Elődöntők | Elődöntők |  |  | Döntő | Döntő | Döntő |  |
|  |              |                    |              |                    |     |                 |           |           |  |  |       |       |       |  |
|  | FRA          | Sébastien Ogier    | 0            |                    |     |                 |           |           |  |  |       |       |       |  |
|  | FRA          | Sébastien Ogier    | 0            |                    |     |                 |           |           |  |  |       |       |       |  |
|  | DEN          | Tom Kristensen     | 1            |                    |     |                 |           |           |  |  |       |       |       |  |
|  | DEN          | Tom Kristensen     | 1            |                    | DEN | Tom Kristensen  | 1         |           |  |  |       |       |       |  |
|  |              |                    |              |                    | DEN | Tom Kristensen  | 1         |           |  |  |       |       |       |  |
|  |              |                    | GBR          | David Coulthard    | 0   |                 |           |           |  |  |       |       |       |  |
|  | GBR          | David Coulthard    | GBR          | David Coulthard    | 0   | 1               |           |           |  |  |       |       |       |  |
|  | GBR          | David Coulthard    |              |                    |     |                 |           |           |  |  |       |       |       |  |
|  | CHN          | Ho-Pin Tung        | 0            |                    |     |                 |           |           |  |  |       |       |       |  |
|  | CHN          | Ho-Pin Tung        | 0            |                    | DEN | Tom Kristensen  | 0         |           |  |  |       |       |       |  |
|  |              |                    |              |                    |     |                 |           |           |  |  |       |       |       |  |
|  |              |                    | FRA          | Romain Grosjean    | 2   |                 |           |           |  |  |       |       |       |  |
|  | GER          | Sebastian Vettel   | FRA          | Romain Grosjean    | 2   | 0               |           |           |  |  |       |       |       |  |
|  | GER          | Sebastian Vettel   |              |                    |     |                 |           |           |  |  |       |       |       |  |
|  | FRA          | Romain Grosjean    | 1            |                    |     |                 |           |           |  |  |       |       |       |  |
|  | FRA          | Romain Grosjean    | 1            |                    | FRA | Romain Grosjean | 1         |           |  |  |       |       |       |  |
|  |              |                    |              |                    | FRA | Romain Grosjean | 1         |           |  |  |       |       |       |  |
|  |              |                    | GER          | Michael Schumacher | 0   |                 |           |           |  |  |       |       |       |  |
|  | GER          | Michael Schumacher | GER          | Michael Schumacher | 0   | 1               |           |           |  |  |       |       |       |  |
|  | GER          | Michael Schumacher |              |                    |     |                 |           |           |  |  |       |       |       |  |
|  | AUS          | Mick Doohan        | 0            |                    |     |                 |           |           |  |  |       |       |       |  |